# Acricotopus thienemanni
Acricotopus thienemanni är en tvåvingeart som beskrevs av Maurice Emile Marie Goetghebuer 19??. Acricotopus thienemanni ingår i släktet Acricotopus, och familjen fjädermyggor. Arten är reproducerande i Sverige.